# インファンテ (称号)
インファンテ（infante：男性形）およびインファンタ（infanta：女性形）は、スペイン王国とその前身であるカスティーリャ、レオン、アラゴン、ナバラの諸王国、およびポルトガル王国の王族に授けられる（授けられた）称号および身分。それぞれ王子、王女、まれに親王、内親王と訳される。
語源はラテン語で幼児を意味するinfans（英語：infant）で、歩兵を意味する語（スペイン語：infantería, 英語：infantry）と同源である。
国王（または女王）の息子または娘、また男系子孫に授けられるが、女系の子孫や配偶者に授けられる場合もあった。
王太子（推定相続人）にはプリンス（スペイン語、ポルトガル語でプリンシペ príncipe、継承者が女性の場合はプリンセサprincesa）系の称号がこれとは別に授けられる（アストゥリアス公、ビアナ公など）。